# Metroid
Metroid (jap. メトロイド, Metoroido) ist eine Videospiel-Reihe von Nintendo. Sie hat ihren Ursprung in der Nintendo-Abteilung Research & Development 1 (kurz: R&D1) unter Gunpei Yokoi, fand ihren Anfang 1986 auf dem Nintendo Entertainment System und hat sich zu einem der größten Franchises von Nintendo entwickelt.
Als Schöpfer der Reihe gelten Makoto Kanō, Hiroji Kiyotake und Yoshio Sakamoto, drei Angestellte in R&D1. Kanō erdachte das Szenario und die Protagonistin, Kiyotake gestaltete nach diesen Vorgaben die Designs und Sakamoto schrieb die Geschichte und fungierte bei der Entwicklung als Direktor.

## Spielprinzip
Die zweidimensionalen Episoden sind Actionspiele, in die Elemente aus Jump-’n’-Run- und Adventurespielen eingeflossen sind; die dreidimensionalen Episoden verfügen zusätzlich noch über einige Einflüsse von Ego-Shootern.
Das grundlegende Spielprinzip wird in den Hauptvertretern der Saga beibehalten: Der Spieler schlüpft in die Rolle der weiblichen Spielfigur Samus Aran und erforscht eine große zusammenhängende Spielwelt. Dabei müssen in der Regel Rätsel und Geschicklichkeitsaufgaben gelöst sowie Gegenstände gesammelt werden, die sich gegenseitig zum Spielfortschritt bedingen. Hierbei gilt es mitunter, in frühere Spielabschnitte zurückzukehren, um neue Areale zu erschließen und wichtige Ausrüstungsteile auffinden zu können, die zuvor nicht erreichbar waren. Der Rätselcharakter der Reihe basiert also auch auf dem Zurückschließen, wo die neuen Fähigkeiten von Nutzen sein könnten, sowie die Spielwelt zu diesem Zweck genau zu erforschen und gemäß der derzeitigen Handlungsmöglichkeiten zu interpretieren.
Ein weiteres Spielelement ist die Bekämpfung feindlicher Lebensformen, wobei die Endgegner und auch manche der Standardgegner eine bestimmte Strategie und einen bestimmten Einsatz der erworbenen Fähigkeiten erfordern, um diese effektiver oder überhaupt besiegen zu können.
Samus Aran trägt einen Schutzanzug mit einer Feuerwaffe am rechten Arm, der modular aufgebaut ist und während des Spiels durch weitere Ausrüstungsgegenstände erweitert werden kann. Ein für die Reihe charakteristischer Bestandteil ist der Morph Ball oder Morphing Ball, der es der Spielfigur ermöglicht, sich zu einer Kugel zusammenzurollen und auf diese Weise enge Passagen zu durchqueren. In der NES-Version wird der Morph Ball noch als Maru Mari, japanisch für „Eine runde Form eingehen“, bezeichnet. Als Morph Ball können auch kleine, leicht zeitverzögert explodierende Bomben gelegt werden, mit deren Hilfe es dem Spieler auch ermöglicht wird, sich in Ballform ein Stück in die Höhe katapultieren zu lassen. Durch geschicktes Platzieren der Bomben und abhängig vom Spiel sind drei bzw. vier Bomben gleichzeitig möglich, wodurch größere Höhen erreicht werden können.
Je mehr Geheimnisse, etwa in Form von für den Spielfortschritt sekundären Munitionserweiterungen, man im Spielverlauf findet, umso wahrscheinlicher erhält man eine Belohnung am Ende des Spieles, z. B. ein erweitertes Ende oder Bonus-Features. In früheren Teilen – etwa in Metroid (NES) – war hierzu noch die möglichst kurze Spielzeit ausschlaggebend.
Die ersten drei Titel Metroid, Metroid 2: Return of Samus und Super Metroid sowie die beiden Game-Boy-Advance-Spiele Metroid Fusion und Metroid: Zero Mission sind klassische 2D-Side-Scroller, bei denen man das Spielgeschehen von der Seite betrachtet. Dabei wird die Spielwelt in Räume unterteilt, die durch aufschießbare Schleusen voneinander getrennt werden.
Metroid Prime ist der erste Titel der Reihe, der in einer 3D-Umgebung spielt, die der Spieler aus einer Egoperspektive wahrnimmt. Dem gleichen Prinzip folgte der zweite Teil der Metroid-Prime-Trilogie Metroid Prime 2: Echoes, wobei hier die Spielwelt zusätzlich durch eine dunkle Parallelwelt ergänzt wurde, sodass manche Spielelemente auf der Verknüpfung zwischen diesen beiden Spieldimensionen fußen. Für Nintendo Wii erschien am 26. Oktober 2007 mit Metroid Prime 3: Corruption der Abschluss der Trilogie, der zumindest oberflächlich mit der Tradition brach, eine einzige Spielwelt erforschen zu müssen, da hier mehrere Planeten und Raumareale per Schiff bereist werden können, prinzipiell ist der logische Aufbau dennoch identisch. Metroid Prime Hunters schließlich, welches für den Nintendo DS erschien, weist zu Gunsten eines actionreichen Ego-Shooter-Spielprinzips den bislang geringsten Adventure-Anteil aller Metroid-Spiele auf, die hinreichend mit dem Ur-Prinzip vergleichbar sind. Es wird nicht als Vertreter der Metroid-Prime-Reihe im engeren Sinne geführt.

## Figuren

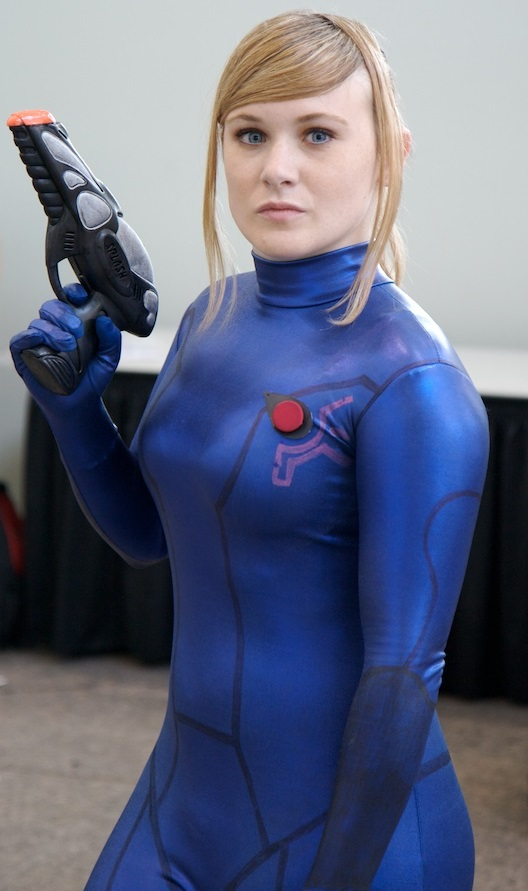
Eine Cosplayerin als Samus im Zero Suit

### Samus Aran
Samus Aran ist ein Mensch und wurde auf der Erdenkolonie K-2L geboren, welche von Space Pirates (Weltraumpiraten) angegriffen wurde, während sie noch ein Kind war. Als einzige Überlebende wurde sie von der hochentwickelten Rasse der vogelähnlichen Chozo aufgenommen und auf dem Planeten Zebes aufgezogen. Ihr wurde Chozo-Blut injiziert und die Chozo bauten und schenkten ihr einen Schutzanzug, den sogenannten Power Suit. Zunächst arbeitete Samus Aran als Mitglied einer Einheit der Galaktischen Föderation, doch durch einen Zwischenfall verließ sie die Einheit. Seitdem arbeitet sie als Kopfgeldjägerin. Samus Aran wird von den Weltraumpiraten „die Jägerin“ genannt, da sie diese mit großem Erfolg aufspürt und vernichtet. Samus war das einzige Kind bzw. der einzige Mensch auf dem Planeten Zebes.
Am Ende der meisten Spiele sieht man Samus häufig in einem blauen Anzug, dem sogenannten Zero Suit. In den Spielen der Super-Smash-Bros.-Reihe kann sie seit Super Smash Bros. Brawl im Zero Suit als Spielfigur angewählt werden.
Die Protagonistin Samus ist mit dem 1986 erschienenen Metroid eine der ersten weiblichen Hauptfiguren in einem Computerspiel. Erst am Ende des Spiels zieht Samus ihren Helm ab, sodass ihr Geschlecht erkennbar wird. Die Entscheidung, dass Samus eine Heldin sein soll, wurde erst am Ende der Entwicklung von Metroid gefällt und sollte die Spieler überraschen.

### Chozo
Die Chozo sind hochentwickelte, vogelähnliche Lebensformen, die über Technologien verfügen, mit denen sie sich im gesamten Universum verbreitet haben. Die Chozo entschlossen sich, aufgrund ihrer hohen Intelligenz und Technologie nur noch zu beobachten, anstatt direkt in das Geschehen der „niederen“ Wesen einzugreifen, da sie merkten, dass sie trotz ihres Fortschritts keine Entdeckungen mehr machen konnten und alles entwickelt hatten.
In Metroid Prime Corruption gelangt man auf den Planeten Elysia. In einigen von Chozo gebauten Robotern erhält man Berichte über die einst dort lebenden Chozo. Später zogen sie auf den Planeten Tallon IV um und errichteten dort große Bauten. Sie wandten sich von ihrer technologischen Macht ab, da sie befürchteten, sich zu sehr von den Naturgeistern und ihren Ahnen abzuwenden. Ihre weitere Geschichte ist unbekannt, es scheint als wären sie alle ausgelöscht worden, nachdem ein Meteor auf Tallon IV einschlug, welcher das Metroid Prime sowie die tödliche Mutagensubstanz Phazon enthielt. Allerdings finden sich auf Tallon IV noch einige alte Inschriften, die in ihre Vergangenheit Einblick gewähren. Weitere Orte, die die Chozo ihr Zuhause nannten, waren der Planet SR388 aus Metroid 2: Return of Samus und Metroid Fusion sowie der Planet Zebes aus Super Metroid und Metroid Zero Mission.
Die Chozo trafen auch andere intelligente Spezies wie die Luminoth aus Metroid Prime 2 und die Reptilicus aus Metroid Prime 3, mit welchen sie auch ihr Wissen teilten.

### Metroids
Die Chozo schufen die Metroids auf dem Planeten SR388, um sich vor den X-Parasiten zu schützen. Die Metroids erfüllten ihre Aufgabe als Jäger der X, aber richteten sich auch gegen ihre Schöpfer, was zum Untergang der auf SR388 existierenden Zivilisation führte.
Metroids sind parasitäre Lebewesen, die ihrem Wirt durch physischem Kontakt Energie entziehen. Sie schweben durch die Luft und sind fast ausnahmslos kälteempfindlich, andere Waffensysteme können ihnen recht wenig anhaben. Sie bestehen aus einem massiven Kern, ummantelt von einer plasmaartigen Hülle und an der Unterseite haben sie vier große Zähne.
Die Metroids, welche man in den meisten Teilen der Serie zu Gesicht bekommt, sind eigentlich nur die Larven dieser Spezies. Sobald ein Metroid genügend Energie aufgesaugt hat, verwandelt er sich in die nächste Stufe, das Alpha-Metroid, dann entwickelt er sich zum Gamma-, anschließend zum Zeta- und zum Omega-Metroid, bis er schließlich zu einer „Metroid-Queen“ wird. Diese Art der Evolution scheint jedoch nur unter bestimmten Umweltbedingungen möglich zu sein, welche eben auf SR388 zutreffen.
Es gelingt den Weltraumpiraten einige Metroids einzufangen und zu Forschungsversuchen zu missbrauchen. Einige Exemplare wurden zum Planeten Tallon IV verschleppt, wo sie durch Phazon-Einstrahlung zu einer völlig neuen Gattung kam; dem Tallon-Metroid. Dieser Metroid ist wesentlich anfälliger gegenüber Waffensystemen, lässt er sich doch auch mit hochtemperierten, oder energetischen Schüssen zerstören. In den Verhaltensweisen und dem Aussehen hat sich jedoch nahezu gar nichts geändert. Durch weitere verschiedene Phazon-Experimente entwickeln sich die Tallon-Metroids zu noch effizienteren Tötungsmaschinen. Bekannt sind zum einen der Jagd-Metroid, welcher vom Erscheinungsbild her etwas langgezogen ist, und seiner Beute mithilfe eines langen Tentakels Lebensenergie aussaugt, zum anderen der Spalt-Metroid, welcher sich durch Zellteilung vermehrt. Unerklärlicherweise sind Spalt-Metroids gegen die meisten Waffen unempfindlich. Ihre äußere Schutzmembran weist jedoch meist eine Schwäche gegen bestimmte Beamwaffen auf, welche an der Färbung erkennbar wird. So sind gelb gefärbte Spalt Metroids beispielsweise gegen den Power Beam empfindlich, rot gefärbte gegen den Plasma Beam. Alle tallonischen Metroid-Arten haben jedoch eine Schwäche gegen Powerbomben, welche ihre Zellstruktur sofort auflösen. Auch die „Ing“ haben die Metroids kennengelernt und mit ihren Fähigkeiten die dunklen Tallon-Metroids erschaffen. Mit dem Neuartigen Lebewesen wurde es möglich, dass Metroids auf der dunklen Oberfläche des Dunklen Aethers überleben konnten.
Samus Aran gelingt es, fast alle Metroids im zweiten Teil der Metroid-Spielreihe auszulöschen, jedoch sieht ein Baby-Metroid sie als ihre Mutter an, deswegen nimmt Samus es bei sich auf.
Bei der Zerstörung des Baby-Metroids durch Mother Brain (Super Metroid für SNES), landen einige Reste auf Samus’ Anzug. Eine kleine Gruppe Forscher, der Galaktischen Föderation, sehen diese Überreste als Chance eine übermächtige Biowaffe aus den Metroids zu entwickeln.
Kurz darauf wird aus den genetisch veränderten Überresten eine neue Metroid-Art gezüchtet, welche nun Immun gegen Kälte sein soll.
Diese Immunität setzt aber erst in einem späteren Reifegrad ein, da es am Anfang noch möglich ist, die Baby-Metroids einzufrieren.
Diese Art wird schnell wieder ausgelöscht (Metroid Other M).

### Weltraumpiraten
Die Weltraumpiraten oder Space Pirates werden von einem Kommando angeführt, dessen Stützpunkt unbekannt ist. Mother Brain, das von den Chozo erschaffen wurde, dient als Überwachungssystem auf dem Planeten Zebes, bekannt aus Metroid, Super Metroid und Metroid Zero Mission. Die Weltraumpiraten sind insektenähnliche, hochintelligente Wesen, die die Herrschaft über das Universum anstreben und denen dafür jedes Mittel recht ist. Den Beweis dafür findet man in Metroid Prime wo sie mit dem sehr instabilen Mutagen Phazon experimentieren. Nach einigen Niederlagen gegen Samus Aran, erkannten die Space Pirates, dass ihre Waffen denen der Jägerin weit unterlegen waren. Daher versuchten sie die Waffensysteme der Chozo nachzuahmen. In Metroid Prime kann man z. B. auch lesen, wie sie versuchten, den Morph Ball von Samus nachzubauen. Es gibt jedoch auch geglückte Experimente, wie die Beam Troopers, Weltraumpiraten, welche z. B. gegen bestimmte Beamwaffen immun sind. Auf dem Planeten Zebes trifft man auch auf Ridley, der einem Flugsaurier ähnelt, und Kraid, der vom Aussehen an Godzilla erinnert. Ridley ist der Anführer der zebesianischen Space Pirates. Zudem ist er wie auch Kraid perfekt für den Kampf geeignet. Die beiden Kreaturen werden auch verwendet, um Tourian, den Sektor des Mother Brains abzuriegeln. Sie versuchen immer wieder Samus zu töten.
In Metroid Prime 3 erfährt man, dass sich die Heimatwelt der Piraten in einem unbekannten Sonnensystem weit hinter Elysia befindet. Auf dem Planeten regnet es ständig Säure, gegen welche nur die Piraten immun sind. Samus selbst benötigt erst den Hazard-Shield um den gesamten Planeten erkunden zu können. Hier trifft man auf die meisten Piraten im Spiel und auf viele unterschiedliche Varianten, viele davon sind durch Phazon mutiert.

### X-Parasiten & SA-X
Diese amöboid wirkende Lebensform bewohnt den Planeten SR388 und spielt in Metroid Fusion eine Hauptrolle. Das Besondere an den X ist ihre Fähigkeit, die DNS aller befallenen Lebewesen kopieren und ihre Form samt ihren Fähigkeiten imitieren zu können. Nachdem Samus Aran in Metroid II – Return of Samus im Auftrag der Galaktischen Föderation den gesamten Bestand an Metroids auf SR388 ausgelöscht hatte, kollabierte das gesamte Ökosystem des Planeten, da sich die X-Parasiten infolge der Ausrottung ihrer „natürlichen“ Feinde widerstandslos vermehren konnten. Als die „GF“ (Galaktische Föderation) einen Trupp unter dem Kommando von Samus auf SR388 entsandte, wurde die Kopfgeldjägerin von einem der X angegriffen und infiziert. Die GF brachte Proben dieser Parasiten auf ihr Forschungslabor im Orbit des Planeten, wo die X allerdings kurze Zeit später ausbrachen und nicht nur das gesamte Personal infizierten, sondern auch alle anderen Lebewesen, die die GF vom langsam zugrunde gehenden SR388 auf ihre Station gebracht hatte, scheinbar mit dem Ziel, den Planeten neu zu bevölkern, nachdem das Metroid-Problem beseitigt war. Da Samus bei der Operation, die nach ihrer Infizierung mit dem X an ihr vorgenommen worden war, mit Metroid-Zellen geimpft wurde und somit immun gegen die X (im Spiel dienen die normalen X als Energie- und Munitionsspender) war, wurde sie auf die Forschungsstation gesandt, wo sie es allerdings auch mit mutierten und weiterentwickelten Formen des X-Parasiten zu tun bekommt.
Der gefährlichste unter ihnen ist das SA-X. Nach Samus’ Infizierung mit dem X konnte sie zwar gerettet werden, ihr Varia Suit allerdings war schon zu sehr verseucht; er wurde auf die Forschungsstation im Orbit von SR388 zur Untersuchung gebracht. Der X-Parasit im Suit hatte allerdings Samus’ DNS kopiert, wodurch der Suit ein Eigenleben entwickelte und fortan die gesamte Station nach Samus und Metroids absuchte. Das SA-X besaß neben dem fortschrittlichen Varia Suit auch alle weiterentwickelten Waffen, darunter auch den Plasma-, Wave-, Ice- und den Wide-Beam (wobei das SA-X den Wide-Beam nur in der europäischen Version von Metroid Fusion besitzt), Supermissiles und Power-Bomben, was ihn zu einem gefährlichen Gegner macht, dem Samus erst gegen Ende ihres Abenteuers auf der Forschungsstation etwas entgegenzusetzen hat. Da die X sich schnell vermehren, wie man im Laufe des Spiels erfährt, besiegt Samus nur einen der ca. 10 an Bord befindlichen SA-X selbst. Schlussendlich konnte dieser SA-X aber erst von einem Omega Metroid komplett vernichtet werden. Während sich Samus dem Omega-Metroid stellt, läuft bereits eine Selbstzerstörungs-Sequenz, die Samus selbst zuvor aktiviert hat, um sich des X-Problems zu entledigen. Letztendlich besiegt sie noch rechtzeitig den Omega Metroid und flieht von Bord. Die Station kollidierte anschließend mit SR388, explodierte und vernichtete augenfällig auch den gesamten Planeten und somit alle bekannten X-Parasiten.

### Dunkle Samus
Die dunkle Samus ist einer der Hauptantagonisten in „Metroid Prime 2: Echoes“ und „Metroid Prime 3: Corruption“. Sie entstand zu Ende der Geschichte von „Metroid Prime“ als Resultat der Verschmelzung von Metroid Prime mit dem Phazon-Suit. Ihr Erscheinungsbild ähnelt daher stark dem von Samus Aran, mit dem Unterschied, dass Dark Samus schwarz ist und aus dem Mutagen Phazon besteht.

In „Metroid Prime 2: Echoes“ strebt die dunkle Samus vorwiegend danach, Phazon zu absorbieren, um auf dem Planeten Aether zu überleben; der dritte Teil fokussiert sich dann gänzlich um die dunkle Samus und die Weltraumpiraten, die das Phazon in der Galaxis verbreiten wollen und Planeten und Jäger damit infizieren, darunter auch Samus Aran. Diese kann die dunkle Samus letztendlich besiegen und alles Phazon zerstören.

### Galaktische Föderation
Die Galaktische Föderation ist eine Organisation, die sich der Gerechtigkeit in ihrer Galaxie gewidmet hat. Sie versuchen durchzusetzen, dass die Regeln eingehalten werden. Besonders im Umgang mit Metroids sind sie daran interessiert, die Pläne der Weltraumpiraten zu vereiteln; allerdings sind sie auch so stark an ihrer eigenen Macht zur Sicherheit interessiert, dass sie dafür sogar die Gesetze übertreten. In „Metroid: Other M“ trifft Samus Aran auf verschiedene Charaktere aus ihrer Zeit bei der galaktischen Föderation, insbesondere ihren damaligen Vorgesetzten Adam Malkovich sowie Anthony Higgs.

## Geschichte

### Chronologie
Die Chronologie der in allen Teilen erzählten Hintergrundgeschichte entspricht nicht der Veröffentlichungsreihenfolge. Sie wurde von Nintendo 2004 auf der offiziellen Metroid-Zero-Mission-Website bekannt gegeben und seither mit jedem neu erscheinenden Teil angeglichen:
- Metroid/Metroid: Zero Mission (Erscheinungsdatum 1986/2004)
- Metroid Prime (2002)
- Metroid Prime Hunters (2006)
- Metroid Prime 2: Echoes (2004)
- Metroid Prime 3: Corruption (2007)
- Metroid Prime - Federation Force (2016)
- Metroid 2: Return of Samus/Metroid: Samus Returns (1991/2017)
- Super Metroid (1994) (auch als Metroid 3 bezeichnet)
- Metroid Other M  (2010)
- Metroid Fusion (2002) (auch als Metroid 4 bezeichnet)
- Metroid Dread (2021) (auch als Metroid 5 bezeichnet)

#### Sammleredition
- Metroid Prime Trilogy (2009) – Sammleredition mit Metroid Prime 1, 2 und 3 für Nintendo Wii. Teil 1 und 2 erhielten eine Anpassung an die Wii-Steuerung.

### Metroid (NES, 1986)
Auf dem Planeten Zebes wird eine unbekannte Lebensform entdeckt, die von den Wissenschaftlern „Metroid“ getauft wird. Die Weltraumpiraten entführen die Metroids, um sie auf von den Chozo eroberten Basisplaneten Zebes zu züchten. Samus Aran wird nach Zebes entsandt, um die Piraten und deren Anführerin Mother Brain zu stoppen.
Dieser Teil der Serie wurde mehrmals wiederveröffentlicht:
- Als Bonus in Metroid Prime in Kombination mit Metroid Fusion.
- Als Bonus in Metroid Zero Mission.
- Als eigenständige Veröffentlichung im Rahmen der Classic NES Series für den Game Boy Advance.
- Als Virtual Console download für Nintendos Wii.
- Am 1. September 2011 erschien das Spiel Rahmen des sogenannten Botschafter-Programmes für den Nintendo 3DS, wo es durch den eShop heruntergeladen werden kann. Das Botschafter-Programm bietet Nintendo-3DS-Erstkäufern 20 Gratis-Spiele an, davon zehn für das NES und zehn für den Game Boy Advance, die Ende des Jahres verfügbar sein sollen. Damit reagierte Nintendo auf die starke Preissenkung des 3DS, die am 12. August erfolgte.[1]

### Metroid II – Return of Samus (Game Boy, 1991)
Die Föderation beschließt aufgrund der Gefahr, die von den Weltraumpiraten ausgeht, sämtliche Metroids auf ihrem Heimatplaneten SR388 auszurotten. Samus Aran wird mit der Aufgabe betraut und vernichtet alle Metroids bis auf eine Larve, die Samus als Mutter anerkennt und deshalb von ihr verschont wird, nachdem sie die Metroid-Königin getötet hat. Hier trifft sie auf verschiedene Entwicklungsstufen der Metroids.
Es existiert ein Fanprojekt namens Another Metroid 2 Remake (AM2R), welches Metroid II im Stil von Zero Mission vollständig überarbeitet für Windows nachgebaut hat. Auf Grund rechtlicher Klagen von Nintendo ist es jedoch nicht mehr frei verfügbar.

### Super Metroid (SNES, 1994)
Samus übergibt die Metroid-Larve aus Metroid II dem Ceres-Weltraumlabor, wo die Metroids als alternative Energiequelle entdeckt werden. Kurz nachdem Samus das Labor verlassen hat, erhält sie ein Notsignal: Ridley greift an und verschleppt die Larve auf die wiederaufgebaute Basis der Weltraumpiraten auf Zebes, wo sie geklont wird. Samus vernichtet die wiederbelebte Anführerin der Piraten Mother Brain, alle geklonten Metroids und den Planeten. Der letzte Metroid (die Larve) opfert sein Leben, um das von Samus zu retten.
Dieser Teil der Serie wurde wiederveröffentlicht als
- Virtual-Console-Download für die Nintendo Wii,
- Virtual-Console-Download für die Nintendo Wii U,
- Virtual-Console-Download für den New Nintendo 3DS,
- eines von 21 vorinstallierten Spielen auf dem SNES Classic Mini,
- Download für die Nintendo Switch für Abonnenten des Nintendo-Switch-Online-Dienstes.

### Metroid Fusion (Game Boy Advance, 2002)
Infolge der Ausrottung der Metroids kollabiert das Ökosystem des Planeten SR388, da sich die X-Parasiten ohne ihre „natürlichen“ Feinde, die Metroids, nun ungestört vermehren können. Es wird eine Forschungsstation im Orbit des Planeten installiert und Samus Aran dorthin entsandt. Auf einer Expedition wird sie von einem X-Parasiten befallen. Der X-Parasit hat die Eigenschaft sowohl mentale, als auch physische Charakteristika seines Wirtes zu kopieren. Nach Vollendung des parasitären Befalls stirbt der Wirt in der Regel. Auch Samus stirbt fast daran und kann nur durch eine Injektion von Metroid-Zellen gerettet werden. Sie wird anschließend auf die Forschungsstation zurückgeschickt, um eine Explosion zu untersuchen. Bei der Erkundung der Forschungsstation trifft sie auf das „SA-X“, das eine Nachbildung ihres gesamten „Varia-Suits“ darstellt. Da sich der X-Parasit durch asexuelle Zellteilung fortpflanzt, vermehrt sich auch das SA-X im Laufe des Spiels. Im weiteren Verlauf des Spiels deckt sie eine Verschwörung auf, nämlich dass die galaktische Föderation selbst Metroids als biologische Waffe züchten lässt. Als sie das letzte „SA-X“ besiegt, zerstört sie die Raumstation, augenscheinlich den Planeten SR388 und somit alle X-Parasiten, indem sie die Raumstation auf einen Kollisionskurs mit dem Planeten SR388 bringt.
Metroid Fusion erschien am 16. Dezember 2011 im Nintendo eShop der Handheld-Konsole Nintendo 3DS, wo es im Rahmen des sogenannten Botschafter-Programms kostenlos für Erstkäufer heruntergeladen werden kann. Erstkäufer wurden dadurch wegen der starken Preisreduzierung des Handhelds Mitte August 2011 entschädigt, indem ihnen 20 NES- und GBA-Spiele umsonst zur Verfügung gestellt werden.

### Metroid Prime (GameCube, 2002)

Das Logo von Metroid Prime

Metroid Prime ist der fünfte Hauptteil der Metroid-Reihe und erschien erstmals im Jahre 2002 für den Nintendo GameCube. Das Spiel ist der erste Teil der Reihe, der in einer dreidimensionalen Umgebung umgesetzt ist. Es ist das erste Metroid-Spiel, welches nicht von Nintendo in Japan entwickelt wurde, sondern von dem damals relativ unbekanntem Entwicklerstudio Retro Studios. Das Spiel erhielt mit Echoes und Corruption zwei direkte Nachfolger für den GameCube und die Nintendo Wii.
Dieser Teil spielt chronologisch direkt im Anschluss an das Ur-Metroid. Nach ihrem Sieg auf Zebes trägt die galaktische Föderation Samus auf, eine Weltraumfregatte im Orbit des Planeten Tallon IV zu untersuchen. Die Fregatte wurde von einem fehlgeschlagenen Experiment fast zerstört, als Samus aber den Mutterparasiten, der das eigentliche Problem auf der Station ausgelöst hat, tötet, fällt dieser auf den Hauptreaktor, welcher dabei stark beschädigt wird und innerhalb kurzer Zeit zu explodieren droht. Bei ihrer Flucht aus der Fregatte verliert Samus durch einen Kurzschluss ihre in Metroid erlangten Fähigkeiten. Die Station landet als Wrack auf der Oberfläche von Tallon IV. Auf Tallon IV begegnet Samus einer unbekannten radioaktiven Substanz, dem „Phazon“, die verantwortlich ist für die Verseuchung des Planeten. Die Piraten nehmen mit dem Phazon Mutationsexperimente an diversen Lebensformen vor, unter anderem an sich selbst und an den Metroids. Samus Aran kann die Pläne der Space Pirates verhindern und die Piraten unter der Führung von Ridley besiegen. Durch eine Verseuchung ihres Anzugs erhält Samus den Phazon Suit, welcher Samus unempfindlich gegen die meisten Phazon Arten macht. Schließlich entdeckt Samus den durch Phazon mutierten „Metroid Prime“, der im Einschlagskrater eines Meteoriten lebt, und bezwingt ihn im Kampf. Kurz vor seinem Tod entzieht der Metroid Prime Samus noch das Phazon aus ihrem Phazon Suit und einen Teil ihrer DNS. Dadurch entsteht ein Wesen mit dem Namen „Dark Samus“. Sie spielt in Metroid Prime 2 eine wichtige Rolle, da sie sich dort mit den „Ing“ vereint und in „Metroid Prime 3“ die Piraten unter ihre Kontrolle bringt.
Die verschiedenen Texte in der europäischen Fassung unterscheiden sich stark von der ursprünglichen Fassung. So haben zum Beispiel die Weltraumpiraten in der ursprünglichen Fassung Kontakt mit dem Metroid Prime gehabt.
Die Engine ist modular.
Das Feedback der Fans gegenüber der Engine war positiv, auch Kritiker und Fachzeitschriften bezeichneten sie als sehr gut.
Die Engine ist auf hohe Frameraten spezialisiert, wie es bei Ego-Shooter üblich ist.
Sie verwendet ein breites Farbspektrum (es werden aber keine Überblendeffekte verwendet), welches vor allem bei der Umsetzung der verschiedenen Visoren, die Samus während des Spieles zur Verfügung stehen, hilfreich ist.
Dieser Teil der Serie wurde wiederveröffentlicht:
- innerhalb der Metroid Prime Trilogy (Wii) mit neuer Steuerung, kleineren technischen und spielerischen Anpassungen und neuen Bonusinhalten; diese Wiederveröffentlichung wurde in Japan als Einzelspiel herausgebracht

### Metroid: Zero Mission (Game Boy Advance, 2004)
Metroid: Zero Mission ist ein Remake des Ur-Metroid-Spiels auf dem technischen Stand von Metroid Fusion, angereichert mit einigen Neuerungen und Features aus anderen Metroids, außerdem wird das Geheimnis um den Verbleib der Chozo auf Zebes etwas geklärt.
IGN zählte die Neuauflage 2022 zu den zehn besten Computerspiel-Remakes aller Zeiten.

### Metroid Prime 2: Echoes (GameCube, Wii, 2004)
Chronologisch knüpft Metroid Prime 2: Echoes an Metroid Prime an. Auf einem Kontrollflug entdecken Soldaten der Galaktischen Föderation ein Schiff der Weltraumpiraten. Diese flüchten auf den Planeten Aether, worauf die Soldaten die Verfolgung aufnehmen. Beim Eintritt in die Atmosphäre Aethers wird durch Blitze das Schiff der Soldaten beschädigt. Gefangen auf dem Planeten versuchen diese eine kleine Basis zu errichten, um mit deren Hilfe ein Notsignal zur nächstliegenden Station der Galaktischen Föderation zu senden. Dies schlägt allerdings fehl, da atmosphärische Interferenzen die Übertragung unmöglich machen. Des Verbleibens dieser Soldaten wegen wird Samus auf den Planeten Aether geschickt, weil dort die letzten Signale empfangen wurden. Beim Eintritt in die Atmosphäre wird allerdings auch ihr Schiff beschädigt (welches vom Modell her dem aus Metroid II: Return of Samus und Super Metroid gleicht). Bei fortwährenden Untersuchungen stellt sich heraus, dass die gesamte Crew des Soldatenschiffes getötet wurde. Ein aufgezeichnetes Video zeigt, dass die Soldaten von spinnenartigen schwarzen Wesen (Dunkler Splinter) angegriffen wurden, und das in einer mächtigen Überzahl. Kurz nach dieser Erkenntnis begegnet Samus der „Dunklen Samus“. Dem Scan nach hat dieses Individuum den exakten genetischen Code von Samus Aran, allerdings besteht der Körper der Dunklen Samus ausschließlich aus dem schon in Metroid Prime kennen gelernten Phazon. Bei dieser Begegnung gerät Samus in einen Dimensionsstrudel und wird auf den „Dunklen Aether“ transportiert. Die Atmosphäre dieses Ortes ist hochgradig giftig und Samus ist ihrer Doppelgängerin und gigantischen Ing-Horden, die sie dort erwarten, schutzlos ausgeliefert.
Sie wird auf dem Dunklen Aether angegriffen und fast alle Teile ihres Anzuges werden von den bösen Wesen, im Folgenden „Ing“ genannt, absorbiert. Im weiteren Verlauf lernt Samus die Luminoth kennen, intelligente Lebewesen wie die Chozo es waren. Der Hüter der Luminoth, U-Mos, erzählt dabei die verheerende Geschichte von Aethers Zerfall in Hell und Dunkel, ausgelöst durch einen Meteoriteneinschlag. Fortwährend gab es einen Krieg zwischen den Luminoth und den Ing, wobei die Ing die Luminoth fast ausgelöscht haben, da sie den Luminoth jede Energiequelle gestohlen haben. Samus’ Aufgabe ist es nun, diese Energiequellen, die ein gewaltiges Netzwerk bilden, wieder in das Hauptenergieregulatorzentrum im Tempel der Luminoth (wo U-Mos logiert) zu leiten und somit den Luminoth Leben zu bringen und den Ing den langwierigen Tod.
Metroid Prime 2: Echoes ist das erste Metroid-Spiel, das im Mehrspieler-Modus spielbar ist. Es gibt den „Jäger-Modus“ – vergleichbar mit einem Deathmatch – und den Münzen-Modus, in dem möglichst viele Münzen eingesammelt werden sollen, indem man entweder seinen Gegner vernichtet oder aber Münzen einsammelt. Außerdem gibt es in diesem Spiel Gefechtstürme, die man einzusetzen vermag.
Dieser Teil der Serie wurde als Teil der Metroid Prime Trilogy (Wii) mit neuer Steuerung, kleineren technischen und spielerischen Anpassungen und neuen Bonusinhalten erneut veröffentlicht; diese Wiederveröffentlichung erschien in Japan als Einzelspiel.

### Metroid Prime Hunters: First Hunt (Nintendo DS, 2004)
Das erste 3D-Metroid für einen Nintendo-Handheld erschien erst 2005 in Europa, während es in Japan und den USA bereits länger erhältlich war. Das Spiel unterscheidet sich stark von den bisherigen Metroid-Teilen, da es keinen klassischen Einzelspieler-Modus in dem Sinne enthält, sondern nur Training für den Mehrspieler-Teil. Es ist eigentlich nur eine Demo, die zur Vorstellung der Leistung des DS dient. Die Vollversion, mit dem Namen Metroid Prime Hunters ist am 5. Mai 2006 erschienen und bot bis zu dessen Einstellung im Mai 2014 einen Online-Gameplay-Modus.

### Metroid Prime Pinball (Nintendo DS, 2006)
Das erste Metroid Pinball Spiel, in dem man als Morph-Ball über den Flipper fegt.
Besonders ist, dass man auch wieder aufstehen kann (vom Morph-Ball zu Samus) und gegen Endgegner wie Thardus oder den Omega-Pirat kämpfen muss. Diese Kämpfe laufen jedoch nicht in Ego-Shooter Ansicht ab, sondern auf dem Flipper.

### Metroid Prime Hunters (Nintendo DS, 2006)
In der fernen Tetra-Galaxie herrschte vor vielen Tausend Jahren das Volk der Alimbier über eine in der Tetra-Galaxie sehr bekannten Region namens „Alimbischer Cluster“. Die Alimbier waren ähnlich den Chozo eine sehr fortschrittliche Rasse, welche die Natur mit ihren Möglichkeiten und Schönheiten erkannten und mit ihr im Einklang lebten. Aus bisher unbekannten Gründen starb diese Zivilisation aus und es blieben sämtliche Verteidigungsanlagen und Waffen der Alimbic zurück. Im Laufe der Jahre verschwanden viele dieser Waffen, doch die mächtigsten Waffen und Artefakte wurden vorher von den Alimbic vorsorglich versiegelt und blieben dadurch bis in die Zeit der Galaktischen Föderation erhalten. Viele Weltraumreisende, die durch Zufall auf dem Hauptplaneten der ehemals herrschenden Alimbic landeten, erzählten von mysteriösen Inschriften auf der Planetenoberfläche, die von den Waffen erzählten. Angeblich sei dort auch die „Ultimative Macht“ versteckt, ein Objekt mit der Fähigkeit ganze Planeten zu vernichten. Eines Tages erreichte diese Legende auch den Einflussbereich der Föderation und lenkte die Aufmerksamkeit von sieben Kopfgeldjägern auf sich. Neben Samus sind dies: Kanden, ein genmanipulierter Supersoldat; Trace, Angehöriger der imperialistischen Rasse der Kriken; der aus Gestein bestehende Spire; der gerechtigkeitsfanatische Noxus, der intergalaktische Schwerverbrecher Sylux und der kybernetische Weltraumpirat Weavel.
Metroid Prime Hunters nutzt die Onlinefähigkeiten des Nintendo DS und bietet darüber hinaus dem Spieler als erstes DS-Spiel die Möglichkeit, sich über einen Voice Chat sowie einen Textchat mit seinen Onlinefreunden (die auf der eigenen Freundesliste registrierten Spieler) zwischen den Matches zu unterhalten. Eine Kommunikationsmöglichkeit für Mitspieler auf der zweiten nutzbaren Liste, der Rivalenliste, gibt es nicht. Außerdem bietet Metroid Prime Hunters als erstes Spiel mit NWFC-Unterstützung die Möglichkeit, den Online-Status von Freunden und Rivalen zu prüfen.
Das Spiel verfügt sowohl über einen Einzelspieler- als auch über einen Mehrspieler-Modus. Anders als die Metroid Prime-Spiele für den GameCube wurde Metroid Prime Hunters nicht von den Retro Studios, sondern von Nintendo Software Technology entwickelt. Der Einzelspieler-Modus von Metroid Prime Hunters ist kürzer und linearer gestaltet als in den bisherigen Metroid-Teilen. Verwinkelte, verwobene Morphball-Labyrinthe und Plattform-Schächte gibt es nur noch ansatzweise.
Das Hauptaugenmerk des Spieles liegt auf dem Mehrspieler-Modus. Dieser bietet die klassischen, teils anders benannten Spielmodi eines Action-Ego-Shooters, wie z. B. Deathmatch, Last Man Standing, Capture the Flag, King of the Hill oder Domination, in denen bis zu vier Spieler – allein oder in Teams – gegeneinander antreten können.
Hier führt das Spiel nicht nur ausführliche Statistiken über Sieg und Niederlage, sondern auch über die bevorzugte Karte, den bevorzugten Hunter, die bevorzugte Waffe sowie die sogenannte Quote der „Erfolgreichen Verbindungen“ (Online Percentage). Diese Quote beträgt i. d. R. 100 %. Allerdings gibt es Abzüge für absichtlich abgebrochene Online-Matches. Intention dahinter ist es, sogenannten „Quittern“ (Spielern, die bei einer bevorstehenden Niederlage das Spiel abbrechen) vorzubeugen.
Auf Spielkonsolen werden die Egoshooter meist über zwei Analogsticks gesteuert. Der eine ist dann für die Vor- und Rückwärtsbewegung sowie das Strafen zuständig, mit dem anderen bewegt man die Kamera. Die kreuzartig angeordneten Buttons X, Y, A und B des Nintendo DS fungieren hierbei als zweites Steuerkreuz. Daneben gibt es noch ein kombiniertes Steuerungs-Setup: Während das Steuerkreuz wie gehabt zur Vor- und Rückwärtsbewegung, sowie zum Strafen genutzt wird, funktionieren Touchscreen und Stylus als Maus-Ersatz, diese Steuerungsart ist der Egoshooter-Steuerung auf PCs sehr ähnlich. Beide Steuerungen lassen sich aufgrund der symmetrischen Anordnung der Bedienelemente des Nintendo DS sowohl für Links- als auch für Rechtshänder einrichten.

### Metroid Prime 3: Corruption (Wii, 2007)
Metroid Prime 3 folgt chronologisch direkt auf Metroid Prime 2 und führt die Trilogie zu Ende. Eine föderierte Station auf dem Planeten Norion wird von den Weltraumpiraten angegriffen. Samus und den anderen Kopfgeldjägern Rundas, Ghor und Gandrayda wird von einem intelligenten, organischen Computer, einer sogenannten Aurora-Einheit, aufgetragen, bei der Verteidigung der Station zu helfen. Dazu sollen sie eine Kanone starten, die jedoch die Aktivierung dreier Generatoren verlangt. Zu allem Überfluss stellt die Galaktische Föderation dann fest, dass ein Meteorit geradewegs auf Norion zurast. Er kann nur mit der Kanone zerstört werden, allerdings muss diese schnell genug startbereit gemacht werden. Kurz vor der Aktivierung der Kanone, als sich der Meteorit schon in der äußeren Atmosphäre des Planeten befindet, erscheint die dunkle Samus aus ihm und startet eine Phazon-Attacke gegen die Kopfgeldjäger, die sie bewusstlos macht und durch die ein Phazon-Kern in sie eingepflanzt wird. Mit letzter Kraft gelingt es Samus schließlich, den Schalter zum Starten der Kanone zu betätigen und so den Meteoriten noch rechtzeitig zu zerstören.
Einen Monat später erwacht Samus aus ihrem Tiefschlaf und merkt, dass ihr Varia Suit zum Phazon Enhancement Device (PED) Suit umgerüstet wurde. Dieser ermöglicht es Samus, durch das Phazon in ihr in den sogenannten Hypermodus zu wechseln, in dem sie unverwundbar ist und den auf Phazon basierenden Hyper Beam und weiteres Hyper Equipment benutzen kann. Allerdings verbraucht sie dabei Energie und wird immer mehr von der dunklen Samus besessen („Corruption“). Samus erfährt, dass die anderen Kopfgeldjäger dasselbe System erhielten, jedoch schon früher aus dem Koma erwachten und auf verschiedene Planeten geschickt wurden. Dort sollten sie die phazonproduzierenden Meteoriten der dunklen Samus, die Leviathane, zerstören, damit die Ausbreitung des Phazons verhindert werden kann. Jedoch ging der Kontakt zu den Jägern verloren und so erhält Samus die Mission, die Planeten Bryyo und Elysia aufzusuchen. Rundas wurde nach Bryyo geschickt, Ghor nach Elysia und Gandrayda sollte den Stützpunkt der Weltraumpiraten aufsuchen. Zuerst wurde Samus nach Bryyo geschickt um den Leviathan zu zerstören. Dieser wurde aber durch ein Schild und drei Abwehreinheiten geschützt. Auf der Reise in Bryyo trifft Samus auf Rundas, der sie aber überraschend angreift. Nach dem Kampf gegen Rundas stellt Samus fest, dass sie nicht wirklich gegen Rundas kämpfte, sondern gegen Rundas, der von der dunklen Samus besessen war. Nachdem der Leviathan in Bryyo vernichtet war, wurde sie nach Elysia geschickt. Dort traf sie auf Ghor, der sie ebenfalls angriff. Aber auch Ghor wurde nur von der Dunklen Samus überfallen. Auf Elysia wurde der Leviathan durch ein extrem starkes Schild geschützt, dass von einer Art Atombombe zerstört werden musste. Auf der Suche nach den Teilen für die Bombe befreite Samus in einem eher düsteren Teil der Forschungsanlagen auf Elysia beim Entnehmen einer Energiezelle und Finden einer neuen Waffe Metroids, die titelgebende Lebensform. Danach sind die Metroid als Gegner an einigen Stellen im Spiel zu finden (z. B. Valhalla, Heimatwelt der Piraten, Phaaze). Nachdem Samus auf Elysia den zweiten Leviathan vernichtet hatte, wurde der Heimatplanet der Piraten geortet. Dort traf sie natürlich auch auf Gandrayda, die wie nicht anders zu erwarten war auch von der Dunklen Samus überfallen worden war. Auf der Heimatwelt der Piraten gab es ebenfalls auch einen Leviathan, der zerstört werden musste. Nun sind alle Leviathane zerstört...allerdings gibt es noch eine letzte Aufgabe. Den Planeten des Ursprungs allen Phazons zu zerstören (Phaaze). Sowohl die Meteoriten von Metroid Prime und Metroid Prime 2 waren Leviathane, die von diesem Planeten abgeschossen wurden. Phaaze wird von den Weltraumpiraten als „der lebende Planet“ bezeichnet, da das Phazon sich dort inzwischen so stark ausgebreitet hat, dass der gesamte Planet aus eben jenem Mutagen besteht, von der Oberfläche bis zum Planetenkern. Dieser Planet ist jedoch soweit entfernt, dass er nur durch ein Wurmloch zu erreichen ist. Dieses Wurmloch konnte jedoch nur durch ein Schlachtschiff der Leviathane erzeugt werden. Doch um die Kontrolle über einen Leviathan zu erreichen braucht man einen Geheimcode. Um diesen Geheimcode herauszufinden, musste sie zur G.F.S Valhalla, die vor fünf Monaten zerstört worden war. Nachdem der Leviathan unter Kontrolle gebracht wurde, konnte das Wurmloch erreicht werden. Samus wurde von mehreren Einheiten der GF unterstützt. Auf dem Planeten Phaaze traf sie endlich auf die Dunkle Samus. Nachdem sie jedoch besiegt worden war, vereinte sie sich mit der Aurora Einheit, die von der G.F.S Valhalla gestohlen worden war. Und nachdem die Aurora Einheit zerstört worden war, konnte die Verseuchung von Samus endgültig aufgehalten werden. Der Planet explodierte, das Phazon war vernichtet und die Weltraumpiraten waren am Ende ihrer Kräfte. Wenn man 100 % aller Gegenstände einsammelt, bekommt man ein besonderes Ende zu sehen, indem der vom Planeten Elysia fortfliegenden Samus ein Raumschiff folgt. Dieses weist große Ähnlichkeiten mit dem Raumschiff des Kopfgeldjägers Sylux aus Metroid Prime Hunter auf.
Metroid Prime 3 ist das erste Metroid-Spiel für die Wii. Es basiert auf einem völlig neuen Steuerungssystem, ermöglicht durch den Wii-Controller. So wird beispielsweise durch einfaches Zeigen auf den Bildschirm gezielt und der Grapple Beam durch Schütteln der Nunchuk-Erweiterung ausgelöst.
Das Spiel verfügt nicht über einen Mehrspieler-Modus und unterstützt nicht die Nintendo Wi-Fi Connection. Allerdings können durch WiiConnect24 Freundes-Coupons, die im Spielverlauf gefunden werden, mit Freunden ausgetauscht werden, wodurch man Freundes-Credits erhält, mit denen viele Extras freigespielt werden können. Außerdem ist es möglich, im Spiel Fotos vom Spiel zu machen und sie dann auf der Wii-Pinnwand zu speichern.
Dieser Teil der Serie wurde wiederveröffentlicht:
- innerhalb von Metroid Prime: Trilogy (Wii) – im Gegensatz zu den anderen beiden, darin enthaltenen Reihen-Vertretern ist es nahezu identisch zur Originalversion

### Metroid Prime: Trilogy (Wii, 2009)

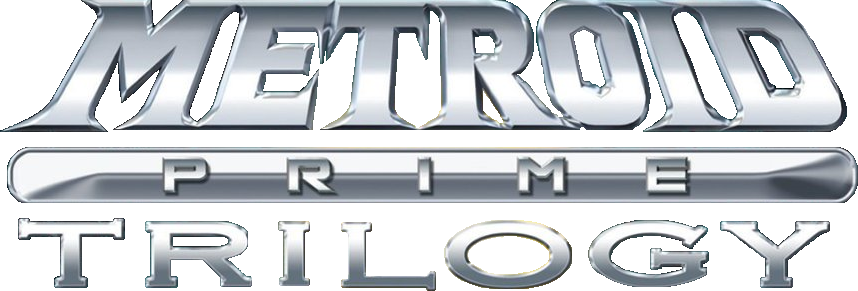

Die drei Teile der Metroid Prime-Reihe, Metroid Prime 1, Metroid Prime 2: Echoes und Metroid Prime 3: Corruption, wurden zusammen unter dem Namen Metroid Prime: Trilogy für Wii veröffentlicht. Neben einer auf die Wii Remote angepassten Steuerung sind weitere, freispielbare Elemente wie Musiktitel oder Grafiken enthalten. In Europa ist diese Zusammenstellung im September 2009 erschienen.
Seit Januar 2015 ist Metroid Prime: Trilogy im Nintendo eShop der Wii U erhältlich.

### Metroid: Other M (Wii, 2010)
Der Titel wurde auf der E3 2009 in einem Trailer erstmals vorgestellt und erschien in Deutschland am 3. September 2010. Entwickler sind Team Ninja, Nintendo und D-Rockets unter dem Teamnamen „Project M“. Als charakteristische Änderung der Spielmechanik gegenüber den Metroid-Prime-Episoden wird ohne Nunchuk und hauptsächlich in Third-Person-Perspektive gespielt, wobei man durch die Schwenkung der Wiimote aus der Waagerechten in die Senkrechte in eine Egoperspektive wechselt.
Das Spiel folgt chronologisch Super Metroid für das SNES. Samus erhält einen Notruf vom Raumschiff Bottleship. Als sie dort ankommt, trifft sie auf einen Trupp der Galaktischen Föderation unter Kommando ihres ehemaligen Vorgesetzten Adam Malkovich. Samus schließt sich deren Rettungsmission an und wird beauftragt, das Kommunikationssystem zu reparieren. Nachdem sie das gemacht hat, wird sie zu Sektor 1 beordert, um nach Lyle Smithsonian zu suchen. Dort trifft sie erst auf „Little Birdie“, eine scheinbar harmlose Kreatur. Später entdeckt sie den toten Körper von Lyle und wird von einer riesigen Eidechse angegriffen. Nach dem Angriff flüchtet die Eidechse und Samus findet die leblose Hülle von „Little Birdie“. Danach wird sie nach Sektor 3 geschickt, wo sie von Vorash, einer riesigen Lavakreatur, angegriffen wird. Schließlich erreicht sie Sektor 2. Dort entdeckt sie den toten Körper von Maurice Favreau und eine Frau. Sie berichtet, dass ein Angehöriger des Trupps Maurice erschossen hat. Kurz danach werden die beiden von dem Verräter angegriffen, jedoch konnte Samus nicht erkennen, um wen es sich dabei handelte. Den Verräter nennt Samus ab diesen Zeitpunkt „Deleter“. Danach wird Samus wieder in Sektor 3 geschickt, um das Kraftwerk zu reaktivieren. Dort trifft sie auf die leblose Hülle von der Eidechse aus Sektor 1. Nun erkennt sie, welches Wesen „Little Birdie“ wirklich ist: Ridley. Ridley wirft als erstes Anthony Higgs in die Lava und greift dann sofort Samus an. Nach dem Kampf flüchtet Ridley und Samus wird wieder zu Sektor 1 gerufen. Dort trifft sie erneut auf die Frau, die sich als Madeline Bergman ausgibt. Sie erzählt Samus, dass auf dem Schiff verschiedene Spezies gezüchtet wurden, um sie auf ihre Fähigkeiten als biologische Waffe zu testen. Unter ihnen auch Metroids. Um diese kontrollieren zu können, schufen sie eine künstliche Mother Brain, MB genannt, die sie unter Kontrolle halten sollte. Jedoch verlor das Team die Kontrolle über MB und MB übernahm das Schiff. Samus macht sich nun auf den Weg zum Sektor 0, wo die Metroids gezüchtet werden. Kurz vor dem Eingang begegnet ihr ein Baby Metroid. In Gedanken vertieft wird sie in den Rücken geschossen. Der Angreifer stellt sich als Adam Malkovich heraus. Er erklärt ihr, dass die Metroids, die hier gezüchtet werden, immun gegen Samus Waffen sind. Um sie dennoch vernichten zu können, begibt er sich in Sektor 0, löst den gesamten Sektor vom Schiff und schaltet die Selbstzerstörung ein. Samus macht sich auf den Weg in das Labor für die Entwicklung von biologischen Waffen. Dort trifft sie auf eine weitere Überlebende. Bevor Samus sie befragen konnte, flüchtet diese jedoch und eine Metroidkönigin taucht auf. Während des Kampfes zwischen Samus und der Königin beginnt das Raumschiff sich zu bewegen. Samus besiegt schließlich die Königin und erreicht die Frau. Sie gibt sich als Madeline Bergman zu erkennen und erzählt Samus die ganze Geschichte um MB und dass die andere Frau in Wirklichkeit der Androidenkörper von MB ist. Schließlich taucht MB auf und ein zweiter, größerer Trupp Soldaten der Galaktischen Föderation entert das Schiff. Sie zerstören MB. Als der Kommandant der Einheit Madeline abführen will, erscheint Anthony und führt Madeline mit Samus zur Zentrale der Galaktischen Föderation, wo sie befragt wird.
Tage später, kurz bevor „Bottle Ship“ zerstört werden soll, betritt Samus erneut das Schiff, um den Helm von Adam als Andenken zu holen. Diesen findet sie in der Kommandozentrale und startet die Selbstzerstörung des gesamten Schiffs, Samus kann sich jedoch mit ihrem eigenen Schiff retten.
Wer der Deleter ist, wird nicht aufgeklärt. K.G. wird zwar als vermisst gemeldet, jedoch wurde ein Mitglied des Teams in die Lava aus Sektor 3 geworfen. Alle anderen Mitglieder des Trupps wurden mit Ausnahme von Anthony getötet. Allerdings zeigt eine Videosequenz wie eine unbekannte Person auf MB trifft. Kurze Zeit später findet Samus an diesem Ort die Leiche von James.
Der Titel „Other M“ spielt auf MB als 2. Mother Brain an. Zudem ergibt sich ein Wortspiel, stellt man das „M“ vor das „Other“ so ergibt sich „Mother“, sowie auch als wortwörtliche Übersetzung als „Anderes M“, M anspielend auf Mother Brain und MB als die Andere.

### Metroid: Samus Returns (3DS, 2017)
Im Zuge von Nintendos Präsentation auf der E3 im Jahre 2017 wurde eine Neuinterpretation des Spieles Metroid II – Return of Samus angekündigt. Das Spiel erschien am 15. September desselben Jahres auf den Geräten der Nintendo-3DS-Familie. Es setzt im Vergleich zum Vorgänger auf verbesserte, dreidimensionale Graphiken sowie auf Erweiterungen an der Spielmechanik. So kann nun zum Beispiel nicht nur in 8 Richtungen, sondern frei in jede Richtung geschossen werden, und es gibt einen Nahkampfangriff.

### Metroid Dread (Switch, 2021)
In Nintendos E3-Direct am 15. Juni 2021 wurde überraschend Metroid Dread angekündigt, der erste neue Metroid-Titel seit knapp 19 Jahren. In diesem neuen Ableger der Reihe erkundet Samus den Planeten ZDR, nachdem die Galaktische Föderation ein mysteriöses Signal von diesem Planeten empfangen hat, welches darauf hinweist, dass die X-Parasiten mit der Zerstörung von SR-388 am Ende von Metroid Fusion nicht vollständig ausgelöscht wurden. Während Samus den Planeten erkundet, wird sie auch immer wieder von sogenannten E.M.M.I.-Robotern gejagt - Forschungsroboter der Galaktischen Föderation, welche vollkommen unempfindlich gegen Samus’ Bewaffnung sind und sie im Gegenzug sofort töten können, falls Samus von ihnen geschnappt wird.

### Metroid Prime 4: Beyond (Switch, 2025)
Kurz vor der Ankündigung des neuen 3DS-Ablegers von Metroid wurde auf der E3 2017 von Nintendo angekündigt, dass sich ein vierter Teil der Metroid-Prime-Reihe in Entwicklung befindet. Es wurde nur ein Logo gezeigt, vom eigentlichen Spiel ist noch nichts bekannt, außer dass im Gegensatz zu den Vorgängern zuerst nicht die Retro Studios an dem Spiel arbeiten, sondern eine neu aufgebaute Gruppe von Entwicklern namens Bandai Namco Singapur. Am 25. Januar 2019 gab Nintendo jedoch bekannt, dass die Entwicklung abgebrochen wurde, da Nintendo mit der Entwicklung der ursprünglichen Version von Metroid Prime 4 nicht zufrieden war. Fortan soll Retro Studios die Arbeit an Metroid Prime 4 übernehmen und das Spiel von Grund auf neu entwickeln. Während der Nintendo Direct vom 18. Juni 2024 wurde der erste Trailer des Spiels veröffentlicht. Bei der Nintendo Direct vom 27. März 2025 wurde Gameplay des Spiels gezeigt und veröffentlicht, dass es auf einem unbekannten Planeten namens Viewros spielen wird. Samus muss auf diesem überleben, um von ihm fliehen zu können.

## Samus’ Gastauftritte
Ihren ersten Gastauftritt hatte Samus in Tetris (NES, 1988). Im Jahr 1991 konnte man Samus kurz in F1 Race (Game Boy) sehen. Im Spiel Galactic Pinball (1995) für den Virtual Boy, ist Samus’ Raumschiff zu sehen. In Super Mario RPG: Legend of the Seven Stars (Super NES, 1996) befinden sich eine Samus-Puppe und eine schlafende Samus. Während in Kirby’s Fun Pak (Super NES, 1996) lediglich ein Gegenstand aus den Metroid-Spielen sowie Samus als Steinstatue zu sehen waren, gab es in Kirby’s Dream Land 3 (Super NES, 1997) Samus ohne Helm zu sehen.
In den Super-Smash-Bros.-Titeln für Nintendo 64 (1999), GameCube (2002), Wii (2008), 3DS/Wii U (2014) und Switch (2018) steht sie neben anderen Nintendo-Charakteren zur Auswahl bereit. Auch in diesen fünf Spielen kann sie sich zusammenrollen, Bomben ablegen und ihre Waffen einsetzen. In der Wii-, Wii-U-, 3DS- und Switch-Variante kann Samus sowohl im Kampfanzug als auch im „Zero Suit“ gespielt werden. In WarioWare, Inc.: Minigame Mania (Game Boy Advance, 2003), dem ähnlichen WarioWare, Inc.: Mega Party Games (GameCube) und WarioWare: Twisted gibt es Minispiele mit Samus; ebenso in WarioWare: Touched!, WarioWare: Smooth Moves und WarioWare Gold.
In Bayonetta 2 (Wii U, 2014) ist es dem Spieler möglich, Samus’ Anzug als Kostüm freizuschalten.
 In der englischen und japanischen Version von Mario & Luigi: Superstar Saga gibt es einen versteckten Auftritt von Samus. In Geist (GameCube, 2005) findet der Spieler Samus’ Helm und Anzug versteckt in einem Spind in einer Umkleidekabine und auch in der Animal-Crossing-Reihe findet man Gegenstände aus dem Metroid-Universum. In Mario Kart 8 ist es erstmals möglich, dem eigenen Mii mithilfe der passenden Amiibo-Figur das Äußere von Samus Aran zu verleihen. Dabei trägt er Helm und Anzug in einer Variation des Kampfanzugs.

### Offizielle Websites
- Offizielles Metroid-Portal
- Offizielle japanische Metroid-Seite (japanisch)
- Offizielle US-amerikanische Metroid-Seite (englisch)

### Sonstige Websites
- Metroid bei MobyGames (englisch)
- Wikitroid — Metroid-Wiki